# Austromenopon elliotti
Austromenopon elliotti är en insektsart som beskrevs av Günter Timmermann 1954. Austromenopon elliotti ingår i släktet Austromenopon och familjen spolätare. Inga underarter finns listade i Catalogue of Life.